# 1594 Danjon
Az 1594 Danjon (ideiglenes jelöléssel 1949 WA) a Naprendszer kisbolygóövében található aszteroida. Louis Boyer fedezte fel 1949. november 23-án, Algírban.